# The Flying Saucer
The Flying Saucer (Đĩa Bay) là bộ phim chính kịch điệp viên khoa học viễn tưởng đen trắng do Mỹ sản xuất độc lập năm 1950. Phần kịch bản phim do Howard Irving Young chấp bút, lấy từ câu chuyện nguyên gốc của Mikel Conrad cũng là giám chế kiêm đạo diễn và đóng vai chính cùng Pat Garrison và Hantz von Teuffen. Bộ phim lần đầu tiên được hãng Film Classics phân phối tại Mỹ và về sau được Realart Pictures phát hành lại vào năm 1953, dựa trên tấm vé xem chung với Atomic Monster (phiên bản cải tiến-tái phát hành của Man Made Monster, do hãng Universal Pictures phát hành lần đầu vào năm 1941).
The Flying Saucer là tác phẩm điện ảnh đầu tiên đề cập đến chủ đề mới và nóng bỏng (sau này) về đĩa bay. UFO hay phi thuyền của người ngoài hành tinh có hình dạng giống với đĩa bay hoặc đĩa tròn, lần đầu tiên được nhận dạng và đặt tên phổ biến vào ngày 24 tháng 6 năm 1947, khi phi công riêng Kenneth Arnold báo cáo với không quân về chín vật thể lạ có hình lưỡi liềm màu bạc bay theo đội hình khép kín. Một phóng viên tờ báo đã đặt ra khẩu hiệu linh hoạt gọi là "đĩa bay" nhằm thu hút trí tưởng tượng của công chúng. Bộ phim này không có mối quan hệ nào và không nên nhầm lẫn với phim khoa học viễn tưởng Earth vs. the Flying Saucers của Ray Harryhausen do hãng Columbia Pictures phát hành.

## Cốt truyện
Giới quan chức Tình báo Mỹ nhận được tin cho biết nhóm điệp viên Liên Xô đã bắt đầu khám phá một vùng xa xôi hẻo lánh tại Lãnh thổ Alaska nhằm tìm kiếm câu trả lời cho những bản báo cáo trên toàn thế giới về "đĩa bay". Một tay chơi giàu có người Mỹ tên là Mike Trent (Mikel Conrad) từng lớn lên ở vùng hẻo lánh đó tình cờ được sĩ quan tình báo Hank Thorn (Russell Hicks) chiêu mộ nhằm hỗ trợ nhân viên mật vụ khám phá khu vực này để dò la xem phía Liên Xô đã tìm ra được gì rồi.
Mike hết sức ngạc nhiên pha lẫn vẻ thích thú khi phát hiện ra nhân viên mật vụ này hóa ra là một người phụ nữ hấp dẫn tên gọi Vee Langley (Pat Garrison). Họ bắt đầu song hành cùng nhau và dần dần trở nên say mê lẫn nhau. Cả hai bịa chuyện là Mike bị suy nhược thần kinh và cô ấy là y tá riêng của anh ta. Tại nhà nghỉ ở nơi chốn hoang vu của gia đình Mike, họ gặp viên điều dưỡng người nước ngoài tên là Hans (Hantz von Teuffen) vừa mới được nhận vào làm việc.
Mike rất nghi ngờ trước những báo cáo về đĩa bay cho đến khi anh nhận ra một chiếc đang bay qua nhà nghỉ. Mọi chuyện phức tạp xảy ra cho đến khi Mike và Vee sau cùng mới biết được rằng Hans chính là một trong những điệp viên Liên Xô đang cố gắng giành lấy chiếc đĩa bay. Hóa ra chiếc đĩa này là một phát minh của nhà khoa học người Mỹ gọi là Tiến sĩ Lawton (Roy Engel). Thế nhưng Turner (Denver Pyle), trợ lý của Lawton, vốn là cảm tình viên cộng sản và nảy ra ý tưởng khác: anh ta cố gắng thực hiện một thỏa thuận bán chiếc đĩa này cho phía Liên Xô với giá một triệu đô la Mỹ.
Mike bèn đi đến Juneau để gặp lại những người bạn cũ, bao gồm Matt Mitchell (Frank Darrien) nhưng gặp phải tình cảnh trắc trở. Khi Vee theo dõi Mike thì đúng lúc anh ta đang ở cùng một cô gái quán bar tên là Nanette (Virginia Hewitt). Matt chen vào cùng nhóm đặc vụ Liên Xô lúc này đang cố gắng giành quyền kiểm soát chiếc đĩa. Khi Matt ráng tìm cách đạt cho được thỏa thuận hậu hĩnh với lãnh đạo đặc vụ là Đại tá Marikoff (Lester Sharpe) ngay tại trụ sở điệp viên thì anh ta bị nhóm người này lao vào đánh đến mức bất tỉnh.
Matt có khả năng trốn thoát và đi tìm Mike, nhưng họ bị đám đặc vụ Liên Xô tấn công khiến anh ta bỏ mạng tại đây. Tuy vậy, trước khi chết thì Matt đã kịp thời tiết lộ vị trí của chiếc đĩa: Twin Lakes. Mike bèn thuê một chiếc máy bay và lái đến nơi chiếc đĩa được giấu trong một cabin biệt lập. Sau khi bay trở lại nhà nghỉ riêng thì Mike cố gắng dò tìm tung tích của Vee lúc này định đưa Lawton đi. Bộ ba bị Taylor và nhóm đặc vụ Liên Xô bắt giữ. Người Liên Xô dẫn đám tù nhân đi qua một đường hầm bí mật ẩn dưới sông băng. Bỗng dưng xuất hiện một trận tuyết lở và chôn vùi cả nhóm đặc vụ Liên Xô. Mike, Vee và Lawton thoát khỏi đường hầm đúng lúc để nhìn thấy Turner đang lái chiếc đĩa bay ra ngoài. Nó đột nhiên phát nổ giữa không trung, do một quả bom hẹn giờ mà Lawton đặt trên tàu vì một sự cố như vậy. Nhiệm vụ của họ giờ đã hoàn tất, Mike và Vee ôm hôn nhau thắm thiết gần cuối phim.

## Diễn viên
- Mikel Conrad trong vai Mike Trent
- Pat Garrison trong vai Vee Langley
- Hantz von Teuffen trong vai Hans
- Roy Engel trong vai Tiến sĩ Lawton
- Lester Sharpe trong vai Đại tá Marikoff
- Denver Pyle trong vai Turner, điệp viên
- Earl Lyon trong vai Alex, điệp viên
- Frank Darrien trong vai Matt Mitchell
- Russell Hicks trong vai Trưởng phòng tình báo Hank Thorn
- Virginia Hewitt trong vai Nanette, cô gái quán bar
- Garry Owen trong vai Người pha chế rượu

## Sản xuất
Quá trình chụp ảnh chính cho bộ phim The Flying Saucer diễn ra từ cuối tháng 9 đến đầu tháng 10 năm 1949 tại Hal Roach Studios. Cảnh phim B-roll bổ sung được quay ở Alaska tại địa điểm này mà theo một bài báo ngày 21 tháng 9 năm 1949 trên tờ Los Angeles Examiner, Mikel Conrad tuyên bố đã thu được cảnh quay đĩa bay thực tế khi quay phim Arctic Manhunt ở Alaska vào mùa đông năm 1947.
Đoạn mở đầu xuất hiện trước phần ghi công trên màn ảnh và nêu rõ: "Chúng tôi biết ơn sự hợp tác của những người có thẩm quyền đã giúp cho việc phát hành bộ phim 'Flying Saucer' khả thi vào thời điểm này". Thông điệp ám chỉ một số bộ phim về đĩa bay được chính phủ cho phép. Không có cảnh nào trong số đó thực sự được đưa vào The Flying Saucer.

## Đón nhận
The Flying Saucer không vượt lên trên nguồn gốc phim B của tác phẩm này. Việc sản xuất với kinh phí thấp đã đẩy phim vào thứ hạng cuối cùng của những vở kịch quảng cáo qua áp phích và phim chiếu rạp phục vụ khách ngồi trong ô tô. Nhà phê bình phim Bosley Crowther của tờ The New York Times nhận xét: "Bộ phim có tên gọi The Flying Saucer đã bay vào Rialto ngày hôm qua và, ngoại trừ một số khung cảnh đẹp của Alaska, có thể bay ngay, đó là tất cả những gì chúng tôi quan tâm trên hết. Trên thực tế, phim này là một món đồ vụng về đến nỗi chúng tôi nghi ngờ liệu phim có đi được rất xa hay không, và chúng tôi chần chừ không muốn bắn một phát súng chí mạng vào bộ phim này".

## Bản quyền
Tất cả bản quyền đối với The Flying Saucer đều thuộc quyền sở hữu của Wade Williams trên toàn thế giới từ năm 1977. Bản quyền được gia hạn vào ngày 29 tháng 11 năm 1977 (R 677308), Văn phòng Bản quyền của Thư viện Quốc hội Mỹ.